# La Tour-du-Pin
La Tour-du-Pin je naselje in občina v vzhodni francoski regiji Rona-Alpe, podprefektura departmaja Isère. Leta 2009 je naselje imelo 7.793 prebivalcev.

## Geografija
Kraj leži v pokrajini Daufineji ob reki Bourbre, 54 km jugovzhodno od Lyona in 60 km severozahodno od Grenobla.

## Uprava
La Tour-du-Pin je sedež istoimenskega kantona, v katerega so poleg njegove vključene še občine Cessieu, La Chapelle-de-la-Tour, Dolomieu, Faverges-de-la-Tour, Montagnieu, Montcarra, Rochetoirin, Sainte-Blandine, Saint-Clair-de-la-Tour, Saint-Didier-de-la-Tour, Saint-Jean-de-Soudain, Saint-Victor-de-Cessieu, Torchefelon in Vignieu s 24.104 prebivalci.
Naselje je prav tako sedež okrožja, v katerem se nahajajo kantoni Bourgoin-Jallieu-Jug/Sever, Crémieu, Grand-Lemps, L'Isle-d'Abeau, Morestel, Pont-de-Beauvoisin, Saint-Geoire-en-Valdaine, La Tour-du-Pin, La Verpillière in Virieu z 253.434 prebivalci.

## Zanimivosti
- cerkev Marijinega Vnebovzetja;